# Słowińskie Błoto
Słowińskie Błoto este o arie protejată (sit de importanță comunitară — SCI) din Polonia întinsă pe o suprafață de 193,07 ha, integral pe uscat.

## Localizare
Centrul sitului Słowińskie Błoto este situat la coordonatele 54°21′48″N 16°29′01″E / 54.3634°N 16.4836°E.

## Înființare
Situl Słowińskie Błoto a fost declarat sit de importanță comunitară în aprilie 2004 pentru a proteja un număr necunoscut de specii din flora spontană și fauna sălbatică aflate în arealul zonei.

## Biodiversitate
Situată în ecoregiunea continentală, aria protejată conține 6 habitate naturale: Turbării active, Mlaștini oligotrofe degradate, capabile încă de regenerare naturală, Depresiuni pe substraturi de turbă de Rhynchosporion, Păduri de fag Luzulo-Fagetum, Păduri de stejar sau de stejar și carpen sub-atlantice și medio-europene de Carpinion betuli, Mlaștini împădurite.
La baza desemnării sitului se află un număr nedeclarat de specii protejate.
Pe lângă speciile protejate, pe teritoriul sitului au mai fost identificate 2 specii de plante, 1 specie de nevertebrate.